# Pangrapta yoshinensis
Pangrapta yoshinensis là một loài bướm đêm trong họ Erebidae.